# Grotte d'Utroba
La grotte d'Utroba, également connue sous le nom de grotte de l'utérus, est une grotte sanctuaire préhistorique de la province de Kardjali, en Bulgarie. Située dans les montagnes des Rhodopes orientales, près du village d'Ilinitsa, la grotte ressemble à une vulve humaine et date de la période thrace. Les historiens pensent qu'elle était autrefois utilisée comme sanctuaire de fertilité.
Elle est connu en Bulgarie sous le nom d'Utrobata ( Утробата ,bg, litt. « L'Utérus ») ou Peshtera Utroba ( Пещера Утроба, bg, « Grotte de l'utérus »).

## Histoire
La grotte se trouve à une vingtaine de kilomètres de la ville de Kardzhali, près du village d’Ilinitsa, et daterait de 480 avant J.-C. Elle est surnommée « la grotte de l’utérus » en raison de la forme de son entrée, évoquant une vulve. L’intérieur de la cavité rappelle également un utérus, ce qui renforce cette symbolique. Localement, elle est aussi connue sous le nom de « Rocher Blair ».
Les chercheurs estiment que l’entrée de la grotte, aujourd’hui élargie, était à l’origine une fente naturelle modifiée par l’homme. L’ouverture mesure environ 3 mètres de haut et de large. À l’intérieur, on trouve un autel taillé dans la roche, de grande taille, probablement utilisé à des fins rituelles.
L’archéologue Nikolay Ovcharov estime que la grotte et son autel étaient utilisés par les Thraces, un ancien peuple indo-européen ayant laissé de nombreux sanctuaires à travers la Bulgarie. Selon lui, la grotte servait de sanctuaire de fertilité.
Les lieux de culte thraces sont généralement situés en hauteur, au sommet des montagnes, et associés à la présence d’eau courante — un élément symbolique et sacré dans leurs rites. La grotte d’Utroba ne fait pas exception : un filet d’eau y coule en permanence, s’écoulant depuis l’intérieur de la cavité jusqu’aux contreforts de la montagne.
Une ouverture dans le plafond de la grotte laisse entrer la lumière du soleil. Chaque jour, à midi, cette lumière forme une silhouette évoquant un phallus. Cependant, ce faisceau lumineux n’atteint l’autel qu’une seule fois dans l’année.
À la mi-journée, entre février et mars, la lumière pénètre profondément dans la cavité et vient frapper l’autel sculpté. Elle prend alors la forme d’un phallus lumineux qui entre précisément dans un orifice creusé dans l’autel. Ce phénomène ne dure qu’une à deux minutes, durant lesquelles la lumière vacille.
Les chercheurs interprètent cette scène comme une représentation symbolique de la fécondation, unissant la lumière du soleil à l’espace utérin de la grotte.
Aujourd'hui encore, des couples infertiles se rendent dans la grotte dans l'espoir de concevoir un enfant.